# کوکورامینامی-کو، کیتاکیوشو

کوکورامینامی-کو

کوکورامینامی-کو، کیتاکیوشو (انگلیسی: Kokuraminami-ku, Kitakyūshū) یک مناطق شهری ژاپن از کیتاکیوشو، فوکوئوکا، استان فوکوئوکا، ژاپن است.